# Thuật ngữ hình học Riemann và hinh học metric
Bản mẫu:Chuyên ngànhĐây là một danh sách một số thuật ngữ được sử dụng trong hình học Riemannian và hình học metric — không bao gồm các thuật ngữ của tô pô vi phân.
Các bài viết sau đây cũng có thể hữu ích, bao gồm nhiều từ vựng chuyên sâu hơn hoặc nhiều chi tiết hơn.
- Liên kết
- Độ cong
- Không gian mêtric
- Đa tạp Riemann

Xem thêm:
- Tô pô
- Hình học vi phân
- Danh sách các chủ đề hình học vi phân

Trừ khi có quy định khác, các chữ cái X, Y, Z biểu thị các không gian mêtric, M, N biểu thị các đa tạp Riemann, |xy| hay {\displaystyle |xy|_{X}} biểu thị khoảng cách giữa các điểm x và y thuộc X. Các từ in nghiêng tham chiếu về chính danh sách này.
Cảnh báo: nhiều thuật ngữ trong hình học Riemann và hình học mêtric, chẳng hạn như hàm lồi, tập lồi, hàm exp,..., được mượn từ các ngành khác, và có ý nghĩa khác với ý nghĩa vốn có của nó.

## A
Ánh xạ bi-Lipschitz. Một ánh xạ {\displaystyle f:X\to Y} được gọi là bi-Lipschitz nếu tồn tại hằng số dương c và C sao cho với mọi x và y thuộc X
{\displaystyle c|xy|_{X}\leq |f(x)f(y)|_{Y}\leq C|xy|_{X}}

## B
Bán kính đơn Bán kính đơn (tiếng Anh: injectivity radius) tại một điểm p của một đa tạp Riemann là bán kính lớn nhất mà vẫn cho phép ánh xạ exp tại p là một vi phôi. Bán kính đơn của một đa tạp Riemannian là chặn dưới lớn nhất (infimum) của tất cả các bán kính đơn tại mỗi điểm. Bán kính đơn là một hàm liên tục.
Đối với đa tạp hoàn chỉnh, nếu bán kính đơn tại p là một số hữu hạn r, thì hoặc tồn tại một đường trắc địa có độ dài 2r bắt đầu và kết thúc tại p, hoặc có một điểm q liên hợp với p (xem điểm liên hợp ở dưới) và cách p một khoảng r. Đối với đa tạp Riemannian đóng, bán kính đơn hoặc là bằng một nửa chiều dài tối thiểu của một đường trắc địa đóng, hoặc là bằng khoảng cách tối thiểu giữa hai điểm liên hợp.
Bề mặt khai triển hay bề mặt trải được là một bề mặt đẳng cự với một (phần của) mặt phẳng.

## Đ
Đa tạp hầu như phẳng
Đa tạp trơn (hay nhẵn)
Đẳng cự từng cung giống như đẳng cự từng đoạn.
Đẳng cự từng đoạn
Điểm liên hợp hai điểm p và q trên đường trắc địa {\displaystyle \gamma } được gọi là liên hợp (tiếng Anh: conjugate points) nếu tồn tại một trường Jacobi trên {\displaystyle \gamma } triệt tiêu tại p và q.
Đường cong Jordan
Đường trắc địa là một đường cong có khoảng cách cực tiểu cục bộ.

## H
Hàm exp (hay ánh xạ mũ) là một đồng phôi địa phương tại một điểm giữa không gian tiếp tuyến với không gian Riemann.

## K
Khối tâm. Một điểm q ∈ M được gọi là khối tâm của hệ các điểm {\displaystyle p_{1},p_{2},\dots ,p_{k}} nếu đó là một điểm cực tiểu toàn cục của hàm
{\displaystyle f(x)=\sum _{i}|p_{i}x|^{2}}
Một điểm như vậy là duy nhất nếu mọi khoảng cách {\displaystyle |p_{i}p_{j}|} đều nhỏ hơn bán kính lồi.
Không gian Alexandrov. Một sự tổng quát của các đa tạp Riemann với chặn trên, chặn dưới hay chặn nguyên của độ cong (trường hợp cuối cùng chỉ dánh cho không gian 2 chiều)
Không gian đầy đủ
Kí hiệu Christoffel

## P
Phân thớ tiếp tuyến

## T
Tenxơ mêtríc
Trường véctơ Killing